# Prędocinek (Radom)
Prędocinek – osiedle w Radomiu.
Dawniej wieś, znana też pod nazwą Prędocin oraz Brędoczynek. 
Zabudowa osiedla to w większości bloki czteropiętrowe. W latach międzywojennych przy istniejącej do dziś ulicy Wyścigowej znajdowały się tory wyścigów konnych - zlikwidowane po 1945 roku.
Dojazd liniami autobusowymi nr 3, 4, 9, 21

## Osoby związane z Prędocinkiem
- Aranka Kiszyna
- Karol Potkański